# Gare de Véretz - Montlouis
Ne doit pas être confondu avec Gare de Montlouis.
La gare de Véretz - Montlouis est une gare ferroviaire française de la ligne de Vierzon à Saint-Pierre-des-Corps, située sur le territoire de la commune de Montlouis-sur-Loire, à proximité de Véretz, dans le département d'Indre-et-Loire, en région Centre-Val de Loire.
C'est aujourd'hui une halte ferroviaire de la Société nationale des chemins de fer français (SNCF) desservie par des trains TER Centre-Val de Loire qui effectuent des missions entre Tours et Vierzon-Ville ou Bourges.

## Situation ferroviaire
Établie à 57 m d'altitude, la gare de Véretz - Montlouis est située au point kilométrique (PK) 300,146 de la ligne de Vierzon à Saint-Pierre-des-Corps entre les gares d'Azay-sur-Cher et de Saint-Pierre-des-Corps.

## Histoire
La gare est ouverte le 18 octobre 1869.

## Service des voyageurs

### Accueil
Halte SNCF, c'est un point d'arrêt non géré (PANG) à entrée libre, équipée de deux quais latéraux avec abris.

### Dessertes

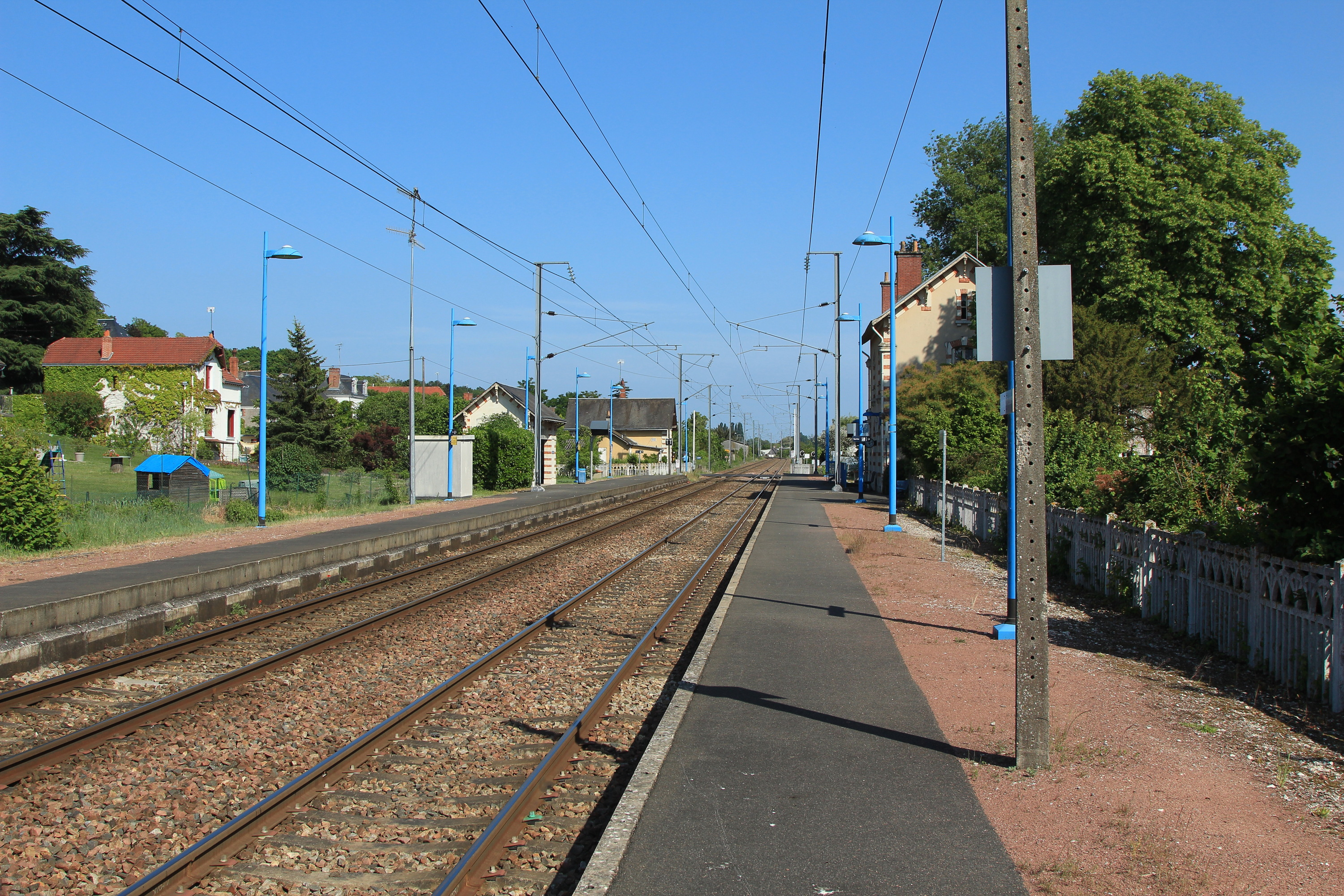
Vue des voies et quais en direction de Vierzon.

Véretz - Montlouis est desservie par des trains du réseau TER Centre-Val de Loire qui effectuent des missions entre Tours et Vierzon-Ville ou Bourges.

### Intermodalité
Un parking pour les véhicules est aménagé.